# Centro histórico y calle Comercio de Putaendo
El centro histórico y calle comercio de Putaendo son zonas típicas declaradas desde el año 2002 por el Consejo de Monumentos Nacionales, debido a su importancia, valor arquitectónico, histórico y patrimonial que tienen, hoy en día son uno de los principales atractivos turísticos de Putaendo y la provincia de San Felipe de Aconcagua. 

## Historia
Putaendo, es una comuna rural, ubicada en la parte alta del valle del río Putaendo, perteneciente a la provincia de San Felipe de Aconcagua, Región de Valparaíso. Rodeado de serranías pre-cordilleranas e innumerables quebradas, configuran un valle que es cruzado en su longitud por el río Putaendo. Esta comuna se encuentra a una hora al norte de Santiago y a hora y media al oriente de Valparaíso. Putaendo es un pueblo lleno de historia, desde los tiempos de la Ruta del Inca, el ingreso del descubridor Diego de Almagro y el paso del Ejército Libertador en febrero del año 1817, un pueblo que tuvo sus comienzos en la minería y hoy en día dedicado a agricultura, ganadería y turismo, un lugar lleno de atractivos naturales.

## Características
La ocupación originaria del asentamiento de Putaendo data de fines del siglo XV y comienzos del siglo XVI, correspondiendo a la ocupación incásica y al establecimiento del camino inca. Los pobladores de esa época reconocieron este camino como eje fundacional y lo utilizaron como referencia de emplazamiento geográfico, originando como calle larga: la actual calle comercio. A fines del siglo XVIII y comienzos del XIX el pueblo se consolida recibiendo el título de Villa y en 1868 el título de ciudad. La singularidad del orden urbano representa el esquema de poblamiento original de la ciudad , estructurada en forma de calle larga lo que la hacia apta para la vida pública de la época. Hoy en día tanto el centro histórico como la calle larga son declarados "Zona típica" desde el año 2002.
El centro Histórico de Putaendo y Calle comercio, fueron declarados zona típica por ser un fiel reflejo de las técnicas de arquitectura y estilo de vivienda de la época que data de los siglos XVIII y XIX, viviendas hechas de adobe, con terminaciones en madera, pilastras, cornisas, pilares de esquinas, eran los materiales que se usaban en la época.
El asentamiento de Putaendo gira en torno a la calle comercio en su extremo norte, está la plaza de armas a los costados de la cual se aprecian una serie de edificios públicos, la iglesia que data de 1862 y el Pimiento Centenario donde, cuenta la leyenda, San Martin habría atado su caballo cuando pasó por Putaendo con el ejército libertador. Junto a la plaza se encuentra también la casa donde nació el patriota José Antonio salinas y que fue declarada monumento histórico en 1972.